# Andrea Arru
Andrea Arru (Ozieri, 18 agosto 2007) è un attore e modello italiano.
Ha ottenuto il Premio Giovane Attore al Festival del Cinema di Maratea 2022, il Premio Speciale al Rec Film Festival di Rimini 2023 «per aver rappresentato con passione e determinazione l'universo giovanile» il Premio Generazione G al SediciCorto Film Festival di Forlì ed il Premio "Capri Italian Rising Star Actor of the Year" al Capri Hollywood Film Festival. È noto soprattutto per aver interpretato Pietro Maggi nella serie TV di Netflix Di4ri e Christian Todi nel film Il ragazzo dai pantaloni rosa.

## Biografia
Ha esordito nel 2014 come modello e fotomodello, sfilando a Pitti Immagine Bimbo per Il Gufo e, nel 2015, per Armani Junior. Nel 2020 ha debuttato al cinema con un ruolo da protagonista nel film Glassboy di Samuele Rossi, interpretando Pino Gambassi, il "bambino di vetro". In quello stesso anno ha recitato nel film Calibro 9 di Toni D'Angelo. Nel 2021 ha interpretato Michele Straziota da adolescente nella serie di Canale 5 Storia di una famiglia perbene di Stefano Reali (compare anche nell’ultimo episodio della seconda stagione), mentre è apparso in un episodio della serie televisiva canadese That Dirty Black Bag. Dal 2022 interpreta il protagonista Pietro Maggi nella serie Netflix Di4ri. Nel 2023 dà il volto a Diabolik da adolescente nel film Diabolik - Chi sei? dei Manetti Bros. e l'anno successivo interpreta il ruolo dell'antagonista Christian Todi ne Il ragazzo dai pantaloni rosa.

## Filmografia

### Cinema
- Vien di notte, regia di Mirko Zaru (2019)
- Glassboy, regia di Samuele Rossi (2020)
- Calibro 9, regia di Toni D'Angelo (2020)
- Diabolik - Chi sei?, regia dei Manetti Bros. (2023)
- Eravamo bambini, regia di Marco Martani (2024)
- 101%, regia di Serena Corvaglia (2024)
- Il ragazzo dai pantaloni rosa, regia di Margherita Ferri (2024)

### Televisione
- Buongiorno, mamma! – serie TV, episodio  1x07 (2020)
- Storia di una famiglia perbene – serie TV (2021, guest 2024)
- That Dirty Black Bag – serie TV, episodio 1x8 (2022)
- Di4ri – serie TV, 22 episodi (2022-in corso)